# Cottonmouth (Cornell Stokes)
Cornell Stokes mais conhecido como Boca de Algodão, é um personagem fictício que aparece nas histórias em quadrinhos publicadas pela Marvel Comics. Foi criado por Len Wein e George Tuska, sendo que sua primeira aparição foi em "Power Man Vol.1" #19 (Junho de 1974). Ele é descrito como um vilão das histórias do herói Luke Cage.

## Biografia ficcional do personagem

### Origem
Cottonmouth se estabeleceu como um traficante de drogas em Nova York. Quando Willis Stryker queria enquadrar Carl Lucas, ele roubou um carregamento de heroína justamente da organização dele.
Ao mudar seu nome para Luke Cage, Carl decidiu rastrear as drogas que foram usadas para enquadrá-lo. Cage usou um número de informantes em sua busca. O informante Flea foi bem sucedido em sua busca, ainda que suas investigações tenham sido descobertas. Antes de morrer pelos venenos infligidos a ele pelos homens de Cottonmouth, Flea conseguiu informar Cage de sua descoberta. Ao saber que enviou Flea para se infiltrar em sua organização, Cottonmouth teve a idéia de recrutar Cage para a sua organização. Ele deixou sua marca registrada de cobras no escritório de Luke "para lhe mostrar que isso são só negócios", ele então enviou seus capangas Mike e Ike para fazer uma oferta para Luke. Luke conseguiu se livrar das cobras e derrotar Mike e Ike. Mike acabou dizendo onde estava Cottonmouth. Luke concordou em se juntar à organização de Cottonmouth (para saber onde seus registros foram mantidos). Cottonmouth então começou a testar a lealdade de Cage enviando-o para roubar um carregamento de heroína do rival Morgan. Luke conseguiu isso, assim ganhou a confiança de Cottonmouth e começou a trabalhar para ele até que ele o pegou tentando roubar seus registros. Cottonmouth atacou Luke, enquanto seu ajudante Slick assistia tudo. Cage, em seguida, jogou Cottonmouth em Slick que caiu pela janela e acabou morrendo. Quando Cottonmouth declarou que os supostos registros estavam na mente de Slick, Luke o jogou em cima de uma mesa, ele caiu inconsciente e então Luke chamou a polícia para vir pegá-lo.

### Terra das Sombras
Durante a Shadowland, Cottonmouth apareceu como um membro da gangue de Nightshade, Os Rivais. Cottonmouth estabeleceu uma seção de relva onde ele vendia drogas e alugava prostitutas só para ser atacado pelos ninjas do clã A Mão, que foram enviados a pedido do Demolidor. No entanto, Cage chegou dispersando os ninjas e em seguida, quebrou os dentes de Cottonmouth. Cornell posteriormente teve seus dentes quebrados substituídos por dentes afiados cobertos de ouro. Quando Luke foi aparentemente derrotado por cinco policiais corruptos, Cottonmouth preparou-se para morder uma parte do rosto dele apenas para ser levado por Nightshade. No início, Cottonmouth ficou surpreso quando Nightshade fez uma oferta a Luke para se tornar seu mais novo reforço, Cottonmouth, em seguida, ficou satisfeito quando Nightshade tinha criado o poder do homem para lutar contra o Punho de Ferro. Para a surpresa de Nightshade, Luke conseguiu ao lado do Punho de Ferro derrotar Cottonmouth enquanto Nightshade tinha escapado.

### Ilha Aranha
Durante a saga Ilha Aranha, Cottonmouth ao lado Nightshade e Flashmob (consistindo de Chemistro, Cat Cheshire, Commanche, Dontrell "Barata" Hamilton, Mr. Fish, e Lança) tentou deixar Manhattan infestada de aranhas por uma ponte apenas para ser parado por Misty Knight e seus Heróis de Aluguel (consistindo de Gata Negra, Falcão, Gárgula, Paladino e Sabre de Prata).
Depois disso, Cottonmouth aparece como um dos concorrentes em um clube de luta subterrânea que está dividida por Deadpool, Gambit, e Fat Snake.

### Guerra Civil II
Durante a Guerra Civil II, depois de ser preso e encarcerado na Ilha Ryker, Cottonmouth escapa durante um motim, com todos os seus bens que foram apreendidos pelo FBI ou apropriados pelo Lápide, um Cottonmouth desesperado busca Jessica Jones para pedir ajuda, e é convencido por Jones a se juntar a ele e a Gata Negra para uma próxima guerra pelo controle do Harlem. impressionado com os planos da dupla, Cottonmouth abandona Jones e Gata Negra, e se junta a Alex Wilder, Black Mariah, Dontrell "Barata" Hamilton e Gamecock, e outros membros não identificados.

## Poderes e habilidades
Cottonmouth possui força sobre-humana que rivaliza com a de Luke Cage. Ele também tem dentes afiados que ele afiou para assemelhar-se a presas, combinando com sua força mandibular elas são capazes de perfurar a pele "impenetrável" de Cage. Cottonmouth também possui um grande conhecimento sobre diferentes venenos.

## Em outras mídias

### Televisão

#### Universo Marvel Cinematográfico
- Cornell Stokes é o principal antagonista da série produzida pela Marvel/Netflix Luke Cage. É interpretado por Mahershala Ali[2] e por Elijah Boothe, quando jovem. Na série, ele é conhecido publicamente como o dono do Harlem's Paradise, mas por debaixo dos panos é um traficante de armas que trabalha em parceria com sua prima, a vereadora Mariah Dillard.